# Porta Pia
Porta Pia je historická brána v Aureliánových hradbách v Římě na Via XX. Settembre.

## Dějiny
Bývalá městská brána byla pojmenována po svém objednavateli, papeži Piu IV. Byla postavena mezi lety 1561-1565 podle plánů Michelangela (dokončena po jeho smrti Giacomem del Ducou) jako náhrada za Porta Nomentana, která se nacházela několik set metrů jižně a která byla ve stejnou dobu uzavřena. V roce 1575 byl kvůli vysokému objemu dopravy přidán druhý oblouk.
Dne 20. září 1870, několik metrů severozápadně od brány, bersagliéři prorazili hradbu, v rozporu s francouzsko-italskou zářijovou úmluvou vpochodovali do Říma a tím dokončili sjednocení Itálie. V tomto místě zvaném Breccia di Porta Pia se nachází památník. Před Porta Pia stojí monumentální socha Bersagliere. Historické muzeum bersaglierů se nachází v sousedících prostorách městské brány.
Dne 11. září 1926 hodil poblíž brány antifašistický aktivista Gino Lucetti bombu na auto s Benitem Mussolinim, ale minul cíl.